# Liste der Biografien/Meo
Liste der Biografien |
Portal Biografien |
Personensuche
# |
A |
B |
C |
D |
E |
F |
G |
H |
I |
J |
K |
L |
M |
N |
O |
P |
Q |
R |
S |
T |
U |
V |
W |
X |
Y |
Z |
?
 
Ma |
Mb |
Mc |
Md |
Me |
Mf |
Mg |
Mh |
Mi |
Mj |
Mk |
Ml |
Mm |
Mn |
Mo |
Mp |
Mq |
Mr |
Ms |
Mt |
Mu |
Mv |
Mw |
Mx |
My |
Mz
 
Mea–Mee |
Mef |
Meg |
Meh |
Mei |
Mej |
Mek |
Mel |
Mem |
Men |
Meo |
Mep |
Mer |
Mes |
Met |
Meu |
Mev |
Mew |
Mex |
Mey |
Mez
Die Liste der Biografien führt alle Personen auf, die in der deutschsprachigen Wikipedia einen Artikel haben. Dieses ist eine Teilliste mit 14 Einträgen von Personen, deren Namen mit den Buchstaben „Meo“ beginnt.

## Meo
- Meo, Antonietta (1930–1937), italienische Ehrwürdige Dienerin Gottes
- Meo, Luca de (* 1967), italienischer Manager und CEO von SEAT
- Meo, Luca die, italienischer Schriftsteller
- Meo, Salvatore (1855–1936), italienischer römisch-katholischer Geistlicher, Weihbischof in Neapel
- Meo, Tony (* 1959), englischer Snookerspieler

### Meoc
- Meocci, Daniele (* 1964), schweizerischer Schriftsteller

### Meok
- Meoki Etxebeste, Ibai (* 1988), spanischer Handballspieler

### Meol
- Meola, Al Di (* 1954), italienisch-US-amerikanischer Fusion- und Jazz-GitarristAl Di Meola (* 1954)

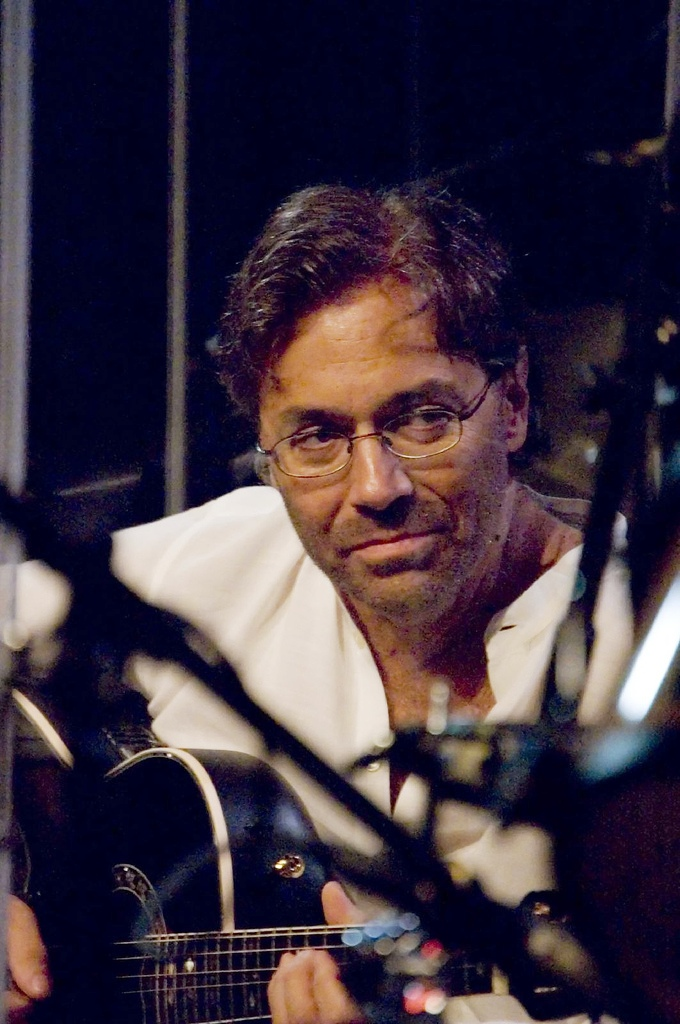
Al Di Meola (* 1954)

- Meola, Tony (* 1969), US-amerikanischer Fußballtorwart

### Meon
- Méon, Dominique Martin (1748–1829), französischer Romanist und Mediävist
- Meoni, Fabrizio (1957–2005), italienischer Motorradfahrer
- Meoni, Giovanni (* 1964), italienischer Opernsänger (Bariton)

### Meot
- Meotti, Giulio (* 1980), italienischer Autor und Journalist

### Meou
- Méouchi, Pierre-Paul (1894–1975), libanesischer Geistlicher, Maronitischer Patriarch von Antiochien und des ganzen Orients, Kardinal der römisch-katholischen Kirche